# I Want You (Janet Jackson-dal)
Az I Want You Janet Jackson amerikai énekesnő második kislemeze Damita Jo című albumáról. 2004-ben jelent meg; az USA-ban platinalemez. Nemzetközi kiadásban dupla A-oldalas kislemezként jelent meg az All Nite (Don’t Stop) című számmal.

## Fogadtatása
A dalt Have Your Way with Me munkacímen írta Harold Lilly, Kanye West (aki egyben a dal társproducere is) és John Legend. Részletet használ fel a They Long to Be) Close to You című 1970-es évekbeli dalból, melyet Burt Bacharach és Hal David írt. A kritikusok dicsérték az I Want You-t – a Rolling Stone magazin a Motown-hangzáshoz hasonlította –, de a rádióadók keveset adták. A 2005-ös Grammy-díjak közül jelölték a legjobb, női előadó által előadott R&B-dal lategóriában.
A dal az 57. helyig jutott a Billboard Hot 100-on és a 18. helyig a Billboard Hot R&B/Hip-Hop Songs slágerlistán.

## Videóklip és remixek
Az I Want You videóklipjét Dave Meyers rendezte. A klipben Janet éjszaka utazik át a városon, hogy találkozzon barátjával, Jermaine Duprival. A Super Bowl-incidens után az MTV nem volt hajlandó játszani Jackson új videóklipjeit, így csak az MTV Hits és az MTV Jams adta, a BET és a VH1 azonban rendszeresen adták.

### Hivatalos remixek
- I Want You (Original Version w/ Dialogue) – 4:12
- I Want You (Original Version) – 3:58
- I Want You (Radio Edit) – 3:50
- I Want You (Instrumental) – 3:58
- I Want You (Ray Roc Radio Mix) – 4:18
- I Want You (Ray Roc Club Mix) – 8:02
- I Want You (Ray Roc Dub Edit) – 5:46
- I Want You (E-Smoove Remix) – 4:17
- I Want You (Dr. Octavo Funk‘n’Stein Extended Mix) – 7:54
- I Want You (Dr. Octavo Funk‘n’Stein Radio Edit) – 4:18
- I Want You/R&B Junkie (Dr.Octavo Funk‘n’Stein Medley) – 8:48
- I Want You/R&B Junkie (Dr.Octavo Funk‘n’Stein Medley Dub – 8:44

## Változatok
CD maxi kislemez
1. All Nite (Don’t Stop) – 3:26
2. I Want You – 3:58
3. Put Your Hands On – 3:56

CD maxi kislemez
1. All Nite (Don’t Stop) – 3:26
2. I Want You – 3:58
3. Put Your Hands On – 3:56
4. All Nite (Don’t Stop) (Sander Kleinenberg’s Radio Mix) – 4:14
5. I Want You (Ray Roc Radio Mix) – 4:18
6. All Nite (Don’t Stop) (videóklip) – 4:27
7. I Want You (videóklip) – 3:34

## Helyezések
| Slágerlista (2004)                  | Legmagasabb helyezés |
| ----------------------------------- | -------------------- |
| USA Billboard Hot 100               | 57                   |
| USA Billboard Hot R&B/Hip-Hop Songs | 18                   |
| USA Billboard Hot Adult R&B Airplay | 4                    |
| Brit kislemezlista                  | 19                   |
| Japán J-Wave Tokio Hot 100          | 59                   |
| Olasz kislemezlista                 | 61                   |
| World R&B Top 30 Singles            | 16                   |

## Külső hivatkozások
- Videóklip. YouTube